# ВТА турнири 2009.
Сони Ериксон ВТА турнири је елитна серија професионалних тениских турнира организованих од стране Женске тениске асоцијације (ВТА). Они укључују четири гренд слем турнира (организованих у партнерству са Међународном тениском асоцијацијом (ИТФ)), турнире из Премијер серије, Међународне турнире, Фед куп (организован од стране ИТФ), ВТА турнир шампиона и ВТА првенство.

## Распоред турнира

### Јануар
| Почетак               | Турнир | Победнице                                        | Финалисткиње                                | Полуфиналисткиње                    | Четвртфиналисткиње                                                  |
| --------------------- | --- | ------------------------------------------------ | ------------------------------------------- | ----------------------------------- | ------------------------------------------------------------------- |
| 5. јануар             | Бризбејн интернашонал 2009. Бризбејн, Аустралија Међународни турнир 220.000$ - Тврда - 32П/32К/16Д Појединачно - Парови           | Викторија Азаренка 6–3, 6–1                      | Марион Бартоли                              | Амели Моресмо Сара Ерани            | Ана Ивановић Татјана Гарбин Олга Говорцова Луција Шафаржова         |
| 5. јануар             | Бризбејн интернашонал 2009. Бризбејн, Аустралија Међународни турнир 220.000$ - Тврда - 32П/32К/16Д Појединачно - Парови           | Ана-Лена Гренефелд Вања Кинг 3–6, 7–5, [10–5]    | Клаудија Јанс Алицја Росолска               | Амели Моресмо Сара Ерани            | Ана Ивановић Татјана Гарбин Олга Говорцова Луција Шафаржова         |
| 5. јануар             | АСБ класик 2009. Окланд, Нови Зеланд Међународни турнир 220.000$ - Тврда - 32П/32К/16Д Појединачно - Парови                       | Јелена Дементјева 6–4, 6–1                       | Јелена Веснина                              | Араван Резај Ен Кетавонг            | Шахар Пер Едина Галовиц Ајуми Морита Каролина Возњацки              |
| 5. јануар             | АСБ класик 2009. Окланд, Нови Зеланд Међународни турнир 220.000$ - Тврда - 32П/32К/16Д Појединачно - Парови                       | Натали Деши Мара Сантанђело 4–6, 7–6(3), [12–10] | Нурија Љагостера Вивес Аранча Пара Сантонха | Араван Резај Ен Кетавонг            | Шахар Пер Едина Галовиц Ајуми Морита Каролина Возњацки              |
| 12. јануар            | Медибанк интернашонал 2009. Сиднеј, Аустралија Премијер турнир 600.000$ - Тврда - 32П/32К/16Д Појединачно - Парови                | Јелена Дементјева 6–3, 2–6, 6–1                  | Динара Сафина                               | Серена Вилијамс Ај Сугијама         | Каролина Возњацки Агњешка Радвањска Светлана Кузњецова Ализе Корне  |
| 12. јануар            | Медибанк интернашонал 2009. Сиднеј, Аустралија Премијер турнир 600.000$ - Тврда - 32П/32К/16Д Појединачно - Парови                | Су-Веј Сје Шуај Пенг 6–0, 6–1                    | Натали Деши Кејси Делаква                   | Серена Вилијамс Ај Сугијама         | Каролина Возњацки Агњешка Радвањска Светлана Кузњецова Ализе Корне  |
| 12. јануар            | Мурила Хобарт интернашонал Хобарт, Аустралија Међународни турнир 220.000$ - Тврда - 32П/32К/16Д Појединачно - Парови              | Петра Квитова 7–5, 6–1                           | Ивета Бенешова                              | Магдалена Рибарикова Виржини Разано | Мелинда Чинк Жисела Дулко Анастасија Пављученкова Цветана Пиронкова |
| 12. јануар            | Мурила Хобарт интернашонал Хобарт, Аустралија Међународни турнир 220.000$ - Тврда - 32П/32К/16Д Појединачно - Парови              | Жисела Дулко Флавија Пенета 6–2, 7–6(4)          | Аљона Бондаренко Катерина Бондаренко        | Магдалена Рибарикова Виржини Разано | Мелинда Чинк Жисела Дулко Анастасија Пављученкова Цветана Пиронкова |
| 19. јануар 26. јануар | Отворено првенство Аустралије Мелбурн, Аустралија Гренд слем А$ - Тврда - 128П/96К/64Д/32М Појединачно - Парови - Мешовити парови | Серена Вилијамс 6–0, 6–3                         | Динара Сафина                               | Вера Звонарјова Јелена Дементјева   | Марион Бартоли Јелена Докић Карла Суарез Наваро Светлана Кузњецова  |
| 19. јануар 26. јануар | Отворено првенство Аустралије Мелбурн, Аустралија Гренд слем А$ - Тврда - 128П/96К/64Д/32М Појединачно - Парови - Мешовити парови | Винус Вилијамс Серена Вилијамс 6–3, 6–3          | Ај Сугијама Данијела Хантухова              | Вера Звонарјова Јелена Дементјева   | Марион Бартоли Јелена Докић Карла Суарез Наваро Светлана Кузњецова  |
| 19. јануар 26. јануар | Отворено првенство Аустралије Мелбурн, Аустралија Гренд слем А$ - Тврда - 128П/96К/64Д/32М Појединачно - Парови - Мешовити парови | Сања Мирза Махеш Бупати 6–3, 6–1                 | Натали Деши Анди Рам                        | Вера Звонарјова Јелена Дементјева   | Марион Бартоли Јелена Докић Карла Суарез Наваро Светлана Кузњецова  |

### Фебруар
| Почетак     | Турнир | Победница                                                             | Финалисткиња                                    | Полуфиналисткиње                          | Четвртфиналисткиње                                                  |
| ----------- | --- | --------------------------------------------------------------------- | ----------------------------------------------- | ----------------------------------------- | ------------------------------------------------------------------- |
| 2. фебруар  | Фед куп: прва рунда Москва, Русија, трда (хала) Орлеан, Француска, тврда (сала) Сурпрајс, Сједињене Државе, тврда Брно, Чешка Република, тепих (хала) | Победнице Русија 5–0 · Италија 5–0 · Сједињене Државе 3–2 · Чешка 4–1 | Поражене Кина · Француска · Аргентина · Шпанија |                                           |                                                                     |
| 9. фебруар  | ГДФ Суез опен Париз, Француска Премијер турнир $700.000 - Тврда (хала) - 32П/32К/16Д Појединачно - Парови                                             | Амели Моресмо 7–6(7), 2–6, 6–4                                        | Јелена Дементјева                               | Серена Вилијамс Јелена Јанковић           | Емили Луа Натали Деши Агњешка Радвањска Ализе Корне                 |
| 9. фебруар  | ГДФ Суез опен Париз, Француска Премијер турнир $700.000 - Тврда (хала) - 32П/32К/16Д Појединачно - Парови                                             | Кара Блек Лизел Хубер 6–4, 3–6, [10–4]                                | Квета Пешке Лиса Рејмонд                        | Серена Вилијамс Јелена Јанковић           | Емили Луа Натали Деши Агњешка Радвањска Ализе Корне                 |
| 9. фебруар  | Патаја опен Патаја, Тајланд Међународни турнир $220.000 - Тврда - 32П/32К/16Д Појединачно - Парови                                                    | Вера Звонарјова 7–5, 6–1                                              | Сања Мирза                                      | Шахар Пер Магдалена Рибарикова            | Пенг Шуај Вера Душевина Тамарин Танасугарн Каролина Возњацки        |
| 9. фебруар  | Патаја опен Патаја, Тајланд Међународни турнир $220.000 - Тврда - 32П/32К/16Д Појединачно - Парови                                                    | Јарослава Шведова Тамарин Танасугарн 6–3, 6–2                         | Јулија Бејгелзимер Виталија Дијатченко          | Шахар Пер Магдалена Рибарикова            | Пенг Шуај Вера Душевина Тамарин Танасугарн Каролина Возњацки        |
| 16. фебруар | Дубаи тениски шампионат Дубаи, Уједињени Арапски Емирати Премијер 5 турнир $2.000.000 - Тврда - 56Н/32К/28Д Појединачно - Парови                      | Винус Вилијамс 6–4, 6–2                                               | Виржини Рацано                                  | Серена Вилијамс Каја Канепи               | Ана Ивановић Јелена Дементјева Јелена Веснина Вера Звонарјова       |
| 16. фебруар | Дубаи тениски шампионат Дубаи, Уједињени Арапски Емирати Премијер 5 турнир $2.000.000 - Тврда - 56Н/32К/28Д Појединачно - Парови                      | Кара Блек Лизел Хубер 6–3, 6–3                                        | Марија Кириленко Агњешка Радвањска              | Серена Вилијамс Каја Канепи               | Ана Ивановић Јелена Дементјева Јелена Веснина Вера Звонарјова       |
| 16. фебруар | Мемфис опен Мемфис, Сједињене Државе Међународни турнир $220.000 - Тврда (хала) - 32П/32К/16Д Појединачно - Парови                                    | Викторија Азаренка 6–1, 6–3                                           | Каролина Возњацки                               | Ен Кетавонг Забине Лизики                 | Михаела Крајичек Марина Ераковић Луција Шафарова Полин Пармантје    |
| 16. фебруар | Мемфис опен Мемфис, Сједињене Државе Међународни турнир $220.000 - Тврда (хала) - 32П/32К/16Д Појединачно - Парови                                    | Викторија Азаренка Каролина Возњацки 6–1, 7–6(2)                      | Јулијана Федак Михаела Крајичек                 | Ен Кетавонг Забине Лизики                 | Михаела Крајичек Марина Ераковић Луција Шафарова Полин Пармантје    |
| 16. фебруар | Куп Колсанитас Богота, Колумбија Међународни турнир $220.000 - Шљака (црвена) - 32П/32К/16Д Појединачно - Парови                                      | Марија Хосе Мартинез Санчез 6–3, 6–2                                  | Жисела Дулко                                    | Едина Галовиц Патриција Мајер             | Маша Зец Пешкирич Матилда Јохансон Јоана Ралука Олару Бетина Хосами |
| 16. фебруар | Куп Колсанитас Богота, Колумбија Међународни турнир $220.000 - Шљака (црвена) - 32П/32К/16Д Појединачно - Парови                                      | Нурија Љагостера Вивес Марија Хосе Мартинез Санчез 7–5, 3–6, [10–7]   | Жисела Дулко Флавија Пенета                     | Едина Галовиц Патриција Мајер             | Маша Зец Пешкирич Матилда Јохансон Јоана Ралука Олару Бетина Хосами |
| 23. фебруар | Мексико опен Акапулко, Мексико Међународни турнир $220.000 - Шљака (црвена) - 32П/32К/16Д Појединачно - Парови                                        | Винус Вилијамс 6–1, 6–2                                               | Флавија Пенета                                  | Барбора Захлавова-Стрицова Ивета Бенешова | Агнеш Савај Марет Ани Матилда Јохансон Петра Цетковска              |
| 23. фебруар | Мексико опен Акапулко, Мексико Међународни турнир $220.000 - Шљака (црвена) - 32П/32К/16Д Појединачно - Парови                                        | Нурија Љагостера Вивес Марија Хосе Мартинез Санчез 6–4, 6–2           | Лурдес Домингез Лино Аранча Пара Сантонха       | Барбора Захлавова-Стрицова Ивета Бенешова | Агнеш Савај Марет Ани Матилда Јохансон Петра Цетковска              |

### Март
| Почетак           | Турнир | Победнице                                           | Финалисткиње                              | Полуфиналисткиње                           | Четвртфиналисткиње                                                |
| ----------------- | --- | --------------------------------------------------- | ----------------------------------------- | ------------------------------------------ | ----------------------------------------------------------------- |
| 2. март           | Монтереј опен 2009. Монтереј, Мексико Међународни турнир 220.000$ - Тврда - 32П/32К/16Д Појединачно - Парови    | Марион Бартоли 6–4, 6–3                             | На Ли                                     | Ивета Бенешова Ђе Женг                     | Луција Шафарова Барбора Захлавова-Стрицова Жисела Дулко Вања Кинг |
| 2. март           | Монтереј опен 2009. Монтереј, Мексико Међународни турнир 220.000$ - Тврда - 32П/32К/16Д Појединачно - Парови    | Натали Деши Мара Сантанђело 6–3, 6–4                | Ивета Бенешова Барбора Захлавова-Стрицова | Ивета Бенешова Ђе Женг                     | Луција Шафарова Барбора Захлавова-Стрицова Жисела Дулко Вања Кинг |
| 9. март 16. март  | БНП париба опен 2009. Индијан Велс, САД Обавезни премијер 4.500.000$ - Тврда - 96П/48К/32Д Појединачно - Парови | Вера Звонарјова 7–6(5), 6–2                         | Ана Ивановић                              | Викторија Азаренка Анастасија Пављученкова | Динара Сафина Каролина Возњацки Сибила Бамер Агњешка Радвањска    |
| 9. март 16. март  | БНП париба опен 2009. Индијан Велс, САД Обавезни премијер 4.500.000$ - Тврда - 96П/48К/32Д Појединачно - Парови | Викторија Азаренка Вера Звонарјова 6–4, 3–6, [10–5] | Жисела Дулко Шахар Пер                    | Викторија Азаренка Анастасија Пављученкова | Динара Сафина Каролина Возњацки Сибила Бамер Агњешка Радвањска    |
| 23. март 30. март | Мајами опен 2009. Мајами, САД Обавезни Премијер 4.5000.000$ - Тврда - 96П/48К/32Д Појединачно - Парови          | Викторија Азаренка 6–3, 6–1                         | Серена Вилијамс                           | Винус Вилијамс Светлана Кузњецова          | На Ли Ивета Бенешова Каролина Возњацки Саманта Стосур             |
| 23. март 30. март | Мајами опен 2009. Мајами, САД Обавезни Премијер 4.5000.000$ - Тврда - 96П/48К/32Д Појединачно - Парови          | Светлана Кузњецова Амели Моресмо 4–6, 6–3, [10–3]   | Квета Пешке Лиса Рејмонд                  | Винус Вилијамс Светлана Кузњецова          | На Ли Ивета Бенешова Каролина Возњацки Саманта Стосур             |

### Април
| Почетак   | Турнир | Победница                                                           | Финалисткиња                                  | Полуфиналисткиње                       | Четвртфиналисткиње                                                            |
| --------- | --- | ------------------------------------------------------------------- | --------------------------------------------- | -------------------------------------- | ----------------------------------------------------------------------------- |
| 6. април  | Андалузија опен Марбеља, Шпанија Међународни турнир $500.000 - Шљака (црвена) - 32П/32К/16Д Појединачно - Парови                      | Јелена Јанковић 6–3, 3–6, 6–3                                       | Карла Суарез Наваро                           | Сорана Крстеа Анабел Медина Гаригес    | Клара Закопалова Каја Канепи Сара Ерани Роберта Винчи                         |
| 6. април  | Андалузија опен Марбеља, Шпанија Међународни турнир $500.000 - Шљака (црвена) - 32П/32К/16Д Појединачно - Парови                      | Клаудија Јанс Алицја Росолска 6–3, 6–3                              | Анабел Медина Гаригес Вирхинија Руано Паскуал | Сорана Крстеа Анабел Медина Гаригес    | Клара Закопалова Каја Канепи Сара Ерани Роберта Винчи                         |
| 6. април  | Шампионат МПС групе Понте Ведра Бич, Сједињене Државе Међународни турнир $220.000 - Шљака (зелена) - 32П/32К/16Д Појединачно - Парови | Каролина Возњацки 6–1, 6–2                                          | Александра Вознијак                           | Нађа Петрова Јелена Веснина            | Алона Бондаренко Тамира Пашек Доминика Цибулкова Данијела Хантухова           |
| 6. април  | Шампионат МПС групе Понте Ведра Бич, Сједињене Државе Међународни турнир $220.000 - Шљака (зелена) - 32П/32К/16Д Појединачно - Парови | Чуанг Чија-јунг Сања Мирза 6–3, 4–6, [10–7]                         | Квета Пешке Лиса Рејмонд                      | Нађа Петрова Јелена Веснина            | Алона Бондаренко Тамира Пашек Доминика Цибулкова Данијела Хантухова           |
| April 13  | Куп Чарлстона Чарлстон, Сједињене Државе Премијер турнир $1.000.000 - Шљака (зелена) - 56П/32К/16Д Појединачно - Парови               | Забине Лизики 6–2, 6–4                                              | Каролина Возњацки                             | Јелена Дементјева Марион Бартоли       | Доминика Цибулкова Виржини Рацано Мелинда Цинк Јелена Веснина                 |
| April 13  | Куп Чарлстона Чарлстон, Сједињене Државе Премијер турнир $1.000.000 - Шљака (зелена) - 56П/32К/16Д Појединачно - Парови               | Бетани Матек Сандс Нађа Петрова 6–7(5), 6–2, [11–9]                 | Лига Декмијере Пати Шнидер                    | Јелена Дементјева Марион Бартоли       | Доминика Цибулкова Виржини Рацано Мелинда Цинк Јелена Веснина                 |
| April 13  | Барселона опен Барселона, Шпанија Међународни турнир $220.000 - Шљака (црвена) - 32П/32К/16Д Појединачно - Парови                     | Роберта Винчи 6–0, 6–4                                              | Марија Кириленко                              | Карла Суарез Наваро Франческа Скјавоне | Татјана Малек Марија Хосе Мартинез Санчез Луција Шафарова Анастасија Јакимова |
| April 13  | Барселона опен Барселона, Шпанија Међународни турнир $220.000 - Шљака (црвена) - 32П/32К/16Д Појединачно - Парови                     | Нурија Љагостера Вивес Марија Хосе Мартинез Санчез 3–6, 6–2, [10–8] | Сорана Крстеа Андреја Клепач                  | Карла Суарез Наваро Франческа Скјавоне | Татјана Малек Марија Хосе Мартинез Санчез Луција Шафарова Анастасија Јакимова |
| 20. април | Фед куп: полуфинале Кастеланета Шљака Брно Тврда                                                                                      | Победници Италија 4–1 · Сједињене Државе 3–2                        | Поражени Русија · Чешка                       |                                        |                                                                               |
| 27. април | Велика награда поршеа Штутгарт, Немачка Премијер турнир $700.000 - Шљака (црвена) (хала) - 32П/32К/16Д Појединачно - Парови           | Светлана Кузњецова 6–4, 6–3                                         | Динара Сафина                                 | Флавија Пенета Јелена Дементјева       | Агњешка Радвањска Јелена Јанковић Жисела Дулко Марион Бартоли                 |
| 27. април | Велика награда поршеа Штутгарт, Немачка Премијер турнир $700.000 - Шљака (црвена) (хала) - 32П/32К/16Д Појединачно - Парови           | Бетани Матек Сандс Нађа Петрова 5–7, 6–3, [10–7]                    | Жисела Дулко Флавија Пенета                   | Флавија Пенета Јелена Дементјева       | Агњешка Радвањска Јелена Јанковић Жисела Дулко Марион Бартоли                 |
| 27. април | Фес опен Фес, Мароко Међународни турнир $220.000 - Шљака (црвена) - 32П/32К/16Д Појединачно - Парови                                  | Анабел Медина Гаригес 6–0, 6–1                                      | Јекатерина Макарова                           | Мелинда Цинк Алиса Клејбанова          | Лурдес Домингез Лино Луција Храдецка Марта Домаховска Полона Херцог           |
| 27. април | Фес опен Фес, Мароко Међународни турнир $220.000 - Шљака (црвена) - 32П/32К/16Д Појединачно - Парови                                  | Алиса Клејбанова Јекатерина Макарова 6–3, 2–6, [10–8]               | Сорана Крстеа Марија Кириленко                | Мелинда Цинк Алиса Клејбанова          | Лурдес Домингез Лино Луција Храдецка Марта Домаховска Полона Херцог           |

### Јун
| Почетак         | Турнир | Победница                                   | Финалисткиња                     | Полуфиналисткиње                   | Четвртфиналисткиње                                                        |
| --------------- | --- | ------------------------------------------- | -------------------------------- | ---------------------------------- | ------------------------------------------------------------------------- |
| 8. јун          | АЕГОН класик 2009. Бирмингем, Уједињено Краљевство Интернашонал турнир 220.000$ - Трава - 56Н/32К/16Д Појединачно - Парови | Магдалена Рибарикова 6–0, 7–6(2)            | На Ли                            | Сања Мирза Марија Шарапова         | Уршула Радвањска Мелинда Цинк Стефани Вегеле Јанина Викмајер              |
| 8. јун          | АЕГОН класик 2009. Бирмингем, Уједињено Краљевство Интернашонал турнир 220.000$ - Трава - 56Н/32К/16Д Појединачно - Парови | Кара Блек Лизел Хубер 6–1, 6–4              | Ракел Копс-Џоунс Ебигејл Спирс   | Сања Мирза Марија Шарапова         | Уршула Радвањска Мелинда Цинк Стефани Вегеле Јанина Викмајер              |
| 15. јун         | АЕГОН интернашонал 2009. Истборн, Уједињено Краљевство Премијер 600.000$ - Трава - 32Н/32К/16Д Појединачно - Парови        | Каролина Возњацки 7–6(5), 7–5               | Виржини Разано                   | Марион Бартоли Александра Вознијак | Агњешка Радвањска Анабел Медина Гаригес Јекатарина Макарова Вера Душевина |
| 15. јун         | АЕГОН интернашонал 2009. Истборн, Уједињено Краљевство Премијер 600.000$ - Трава - 32Н/32К/16Д Појединачно - Парови        | Акгул Аманмурадова Ај Сугијама 6–4, 6–3     | Саманта Стосур Рене Стабс        | Марион Бартоли Александра Вознијак | Агњешка Радвањска Анабел Медина Гаригес Јекатарина Макарова Вера Душевина |
| 15. јун         | Ордина опен 2009. Хертохенбос, Холандија Интернашонал турнир 220.000$ - Трава - 32Н/32К/16Д Појединачно - Парови           | Тамарин Танасугарн 6–3, 7–5                 | Јанина Викмајер                  | Динара Сафина Франческа Скјавоне   | Данијела Хантухова Флавија Пенета Кристина Баројс Олга Говорцова          |
| 15. јун         | Ордина опен 2009. Хертохенбос, Холандија Интернашонал турнир 220.000$ - Трава - 32Н/32К/16Д Појединачно - Парови           | Сара Ерани Флавија Пенета 6–4, 5–7, [13–11] | Михаела Крајичек Јанина Викмајер | Динара Сафина Франческа Скјавоне   | Данијела Хантухова Флавија Пенета Кристина Баројс Олга Говорцова          |
| 22. јун 29. јун | Вимблдон 2009. Лондон, Уједињено Краљевство Гренд слем £ - Трава - 128Н/96К/64Д/48М Појединачно - Парови - Мешовити парови | Серена Вилијамс 7–6(3), 6–2                 | Винус Вилијамс                   | Динара Сафина Јелена Дементјева    | Забине Лизики Агњешка Радвањска Франческа Скјавоне Викторија Азаренка     |
| 22. јун 29. јун | Вимблдон 2009. Лондон, Уједињено Краљевство Гренд слем £ - Трава - 128Н/96К/64Д/48М Појединачно - Парови - Мешовити парови | Серена Вилијамс Винус Вилијамс 7–6(4), 6–4  | Саманта Стосур Рене Стабс        | Динара Сафина Јелена Дементјева    | Забине Лизики Агњешка Радвањска Франческа Скјавоне Викторија Азаренка     |
| 22. јун 29. јун | Вимблдон 2009. Лондон, Уједињено Краљевство Гренд слем £ - Трава - 128Н/96К/64Д/48М Појединачно - Парови - Мешовити парови | Марк Ноулс Ана-Лена Гренефелд 7–5, 6–3      | Леандер Паес Кара Блек           | Динара Сафина Јелена Дементјева    | Забине Лизики Агњешка Радвањска Франческа Скјавоне Викторија Азаренка     |

### Новембар
| Почетак     | Турнир                                                                                         | Победнице                   | Финалисткиње     | Полуфиналисткиње                             | Групна фаза |
| ----------- | ---------------------------------------------------------------------------------------------- | --------------------------- | ---------------- | -------------------------------------------- | --- |
| 2. новембар | ВТА турнир шампиона Бали, Индонезија Завршно првенство 600.000$ - Тврда (д) - 12 носилаца Жреб | Араван Резај 7–5 предат меч | Марион Бартоли   | Кимико Дате Крум Марија Хосе Мартинез Санчез | Група А Шахар Пер Магдалена Рибарикова Група Б Саманта Стосур Агнеш Савај Група Ц Јанина Викмајер Анабел Медина Гаригес Вера Душенива Група Д Забине Лизики Мелинда Цинк |
| 2. новембра | Финале Фед купа 2009.                                                                          | Италија 4–0                 | Сједињене Државе |                                              | |

## Тенисерке које су освојиле прву титулу у каријери
- Викторија Азаренка (Бризбејн)
- Петра Квитова (Хобарт)
- Марија Хосе Мартинез Санчез (Богота)
- Забине Лизики (Чарлстон)
- Јанина Викмајер (Ешторил)
- Александра Дулгеру (Варшава)
- Араван Резај (Стразбур)
- Магдалена Рибарикова (Бирмингем)
- Андреа Петковић (Бад Гаштајн)
- Вера Душевина (Истанбул)
- Мелинда Цинк (Квебек Сити)
- Саманта Стосур (Осака)
- Тимеа Бачински (Луксембург)

## Повлачења
Следеће тенисерке објавиле су своја повлачења током сезоне 2009:
- Натали Деши[1]
- Џамија Џексон[2]
- Емили Лоа[3]
- Акико Моригами[4]
- Ципора Обзилер[5]
- Ај Сугијама[6]

## Позиције на ВТА листи на крају сезоне

### Појединачно
| Првих 20 на ВТА листи на крају 2009. | Првих 20 на ВТА листи на крају 2009. | Првих 20 на ВТА листи на крају 2009. | Првих 20 на ВТА листи на крају 2009. | Првих 20 на ВТА листи на крају 2009. |
| Ранг                                 | Име                                  | Држава                               | Поени                                | Промена                              |
| ------------------------------------ | ------------------------------------ | ------------------------------------ | ------------------------------------ | ------------------------------------ |
| 1.                                   | Серена Вилијамс                      | Сједињене Државе                     | 9,075                                | +1                                   |
| 2.                                   | Динара Сафина                        | Русија                               | 7,800                                | +1                                   |
| 3.                                   | Светлана Кузњецова                   | Русија                               | 6,141                                | +5                                   |
| 4.                                   | Каролина Возњацки                    | Данска                               | 5,875                                | +8                                   |
| 5.                                   | Јелена Дементјева                    | Русија                               | 5,585                                | -1                                   |
| 6.                                   | Винус Вилијамс                       | Сједињене Државе                     | 5,126                                | =                                    |
| 7.                                   | Викторија Азаренка                   | Белорусија                           | 4,820                                | +8                                   |
| 8.                                   | Јелена Јанковић                      | Србија                               | 3,965                                | -7                                   |
| 9.                                   | Вера Звонарјова                      | Русија                               | 3,560                                | -2                                   |
| 10.                                  | Агњешка Радвањска                    | Пољска                               | 3,450                                | =                                    |
| 11.                                  | Марион Бартоли                       | Француска                            | 3,415                                | +6                                   |
| 12.                                  | Флавија Пенета                       | Италија                              | 3,150                                | +1                                   |
| 13.                                  | Саманта Стосур                       | Аустралија                           | 3,045                                | +39                                  |
| 14.                                  | Марија Шарапова                      | Русија                               | 2,820                                | -5                                   |
| 15.                                  | На Ли                                | Кина                                 | 2,541                                | +8                                   |
| 16.                                  | Јанина Викмајер                      | Белгија                              | 2,420                                | +53                                  |
| 17.                                  | Франческа Скјавоне                   | Италија                              | 2,375                                | +13                                  |
| 18.                                  | Ким Клајстерс                        | Белгија                              | 2,340                                | Без ранга                            |
| 19.                                  | Виржини Разано                       | Француска                            | 2,300                                | +40                                  |
| 20.                                  | Нађа Петрова                         | Русија                               | 2,220                                | -9                                   |

### Парови
| Првих 20 на ВТА листи на крају 2009. | Првих 20 на ВТА листи на крају 2009. | Првих 20 на ВТА листи на крају 2009. | Првих 20 на ВТА листи на крају 2009. | Првих 20 на ВТА листи на крају 2009. |
| Ранг                                 | Име                                  | Држава                               | Поени                                | Промена                              |
| ------------------------------------ | ------------------------------------ | ------------------------------------ | ------------------------------------ | ------------------------------------ |
| 1.                                   | Кара Блек                            | Зимбабве                             | 8,520                                | =                                    |
| =                                    | Лизел Хубер                          | Сједињене Државе                     | 8,520                                | =                                    |
| 3.                                   | Серена Вилијамс                      | Сједињене Државе                     | 7,440                                | +25                                  |
| =                                    | Винус Вилијамс                       | Сједињене Државе                     | 7,440                                | +20                                  |
| 5.                                   | Нурија Љагостера Вивес               | Шпанија                              | 6,180                                | +25                                  |
| =                                    | Марија Хосе Мартинез Санчез          | Шпанија                              | 6,180                                | +25                                  |
| 7.                                   | Саманта Стосур                       | Аустралија                           | 5,610                                | +7                                   |
| =                                    | Рене Стабс                           | Аустралија                           | 5,610                                | +2                                   |
| 9.                                   | Су-Веј Сје                           | Кинески Тајпеј                       | 4,730                                | +42                                  |
| 10.                                  | Вирхинија Руано Паскуал              | Шпанија                              | 4,670                                | -5                                   |
| 11.                                  | Анабел Медина Гаригес                | Шпанија                              | 4,600                                | -8                                   |
| 12.                                  | Пенг Шуај                            | Кина                                 | 4,550                                | +15                                  |
| 13.                                  | Данијела Хантухова                   | Словачка                             | 4,180                                | +41                                  |
| 14.                                  | Алиса Клејбанова                     | Русија                               | 4,150                                | +69                                  |
| 15.                                  | Викторија Азаренка                   | Белорусија                           | 3,801                                | -3                                   |
| 16.                                  | Нађа Петрова                         | Русија                               | 3,735                                | +4                                   |
| 17.                                  | Бетани Матек Сандс                   | Сједињене Државе                     | 3,620                                | +9                                   |
| 18.                                  | Лиса Рејмонд                         | Сједињене Државе                     | 3,560                                | -10                                  |
| 19.                                  | Франческа Скјавоне                   | Италија                              | 3,540                                | +13                                  |
| 20.                                  | Јекатерина Макарова                  | Русија                               | 3,510                                | +42                                  |